# Lista dos vencedores do Emmy Internacional

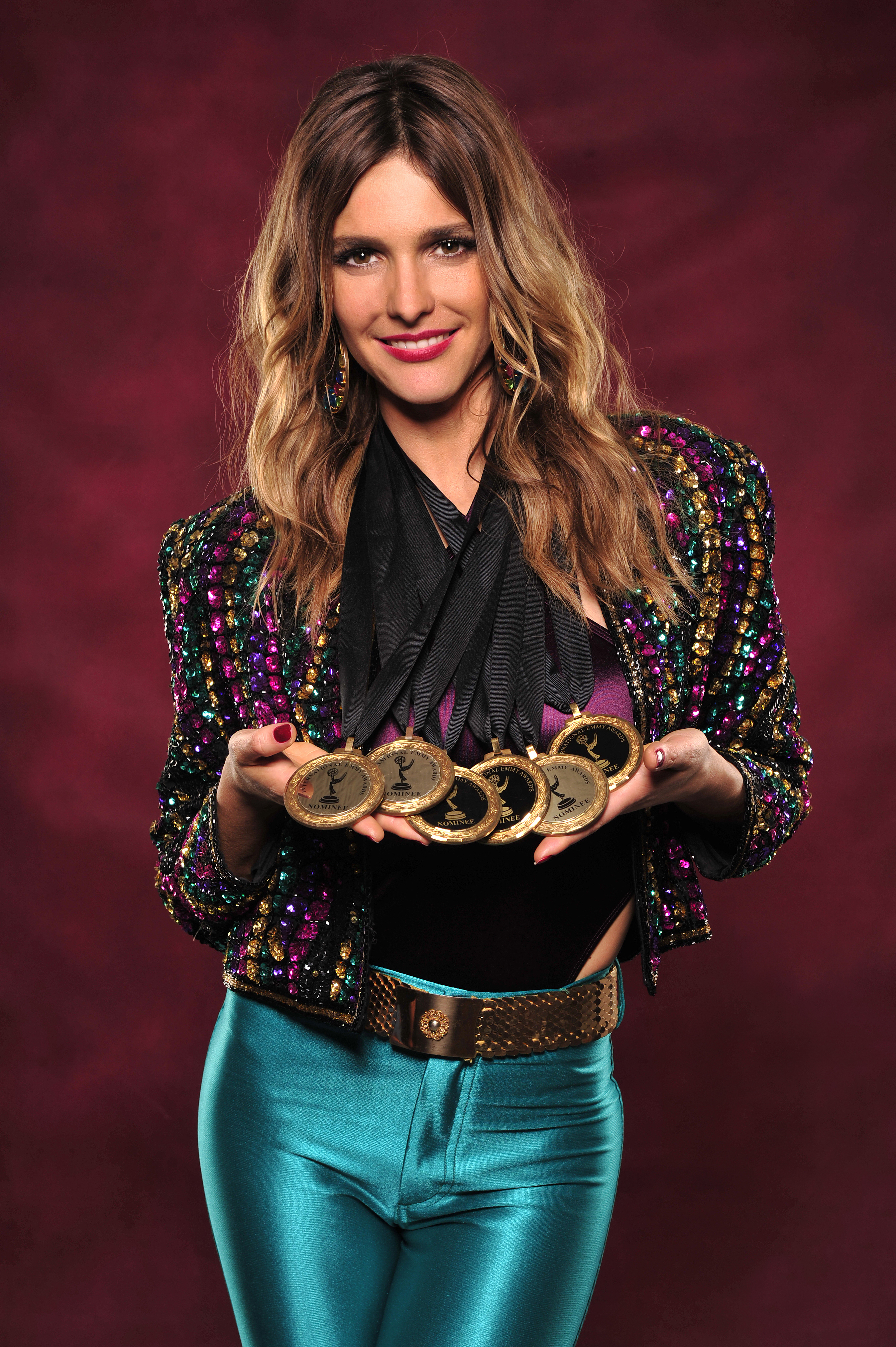
Fernanda Lima com as seis medalhas das indicações dos programas da TV Globo ao Emmy Internacional 2012.

Esta é uma lista dos vencedores do Emmy Internacional.

## Resumo
- O Reino Unido detém o maior número de vitórias no Emmy Internacional.[1]

| País                 | Vitórias |
| -------------------- | -------- |
| Reino Unido          | 236      |
| Estados Unidos       | 46       |
| Canadá               | 34       |
| Alemanha             | 27       |
| França               | 26       |
| Brasil               | 25       |
| Países Baixos        | 20       |
| Japão                | 15       |
| Austrália            | 15       |
| Suécia               | 12       |
| Bélgica              | 7        |
| Argentina            | 6        |
| Dinamarca            | 6        |
| Coreia do Sul        | 4        |
| Chile                | 3        |
| China                | 3        |
| Espanha              | 3        |
| Israel               | 3        |
| Noruega              | 3        |
| Portugal             | 3        |
| Quênia               | 4        |
| Colômbia             | 3        |
| Índia                | 3        |
| Itália               | 2        |
| Turquia              | 2        |
| Hungria              | 2        |
| Roménia              | 2        |
| África do Sul        | 1        |
| Bangladesh           | 1        |
| Egito                | 1        |
| Eslováquia           | 1        |
| Finlândia            | 1        |
| Irlanda              | 1        |
| Hong Kong            | 1        |
| Jordânia             | 1        |
| Líbano               | 1        |
| México               | 1        |
| Moldávia             | 1        |
| Namíbia              | 1        |
| Nova Zelândia        | 1        |
| Polónia              | 1        |
| Chéquia              | 1        |
| República Dominicana | 1        |
| Suíça                | 1        |
| Tailândia            | 1        |
| Togo                 | 1        |
| Venezuela            | 1        |

## Categorias atuais

### Melhor programa artístico
| Ano  | Vencedor                                        | País          | Emissora                                   |
| ---- | ----------------------------------------------- | ------------- | ------------------------------------------ |
| 2002 | Dracula: Pages from a Virgin's Diary            | Canada        | CBC                                        |
| 2003 | The Life and Times of Count Luchino Visconti    | Reino Unido   | BBC                                        |
| 2004 | George Orwell: A Life in Pictures               | Reino Unido   | BBC Two                                    |
| 2005 | Holocaust: A Music Memorial Film from Auschwitz | Reino Unido   | BBC/CBC/ZDF/TVP                            |
| 2006 | Knowledge Is the Beginning                      | Alemanha      | ZDF/ARTE                                   |
| 2007 | Simon Schama’s Power of Art: Bernini            | Reino Unido   | BBC                                        |
| 2008 | Strictly Bolshoi                                | Reino Unido   | Channel 4                                  |
| 2009 | The Mona Lisa Curse                             | Reino Unido   | Channel 4                                  |
| 2010 | The World According to Ion B.                   | Romênia       | HBO Romania/Alexander Nanau Production     |
| 2011 | Gareth Malone Goes to Glyndebourne              | Reino Unido   | BBC Two                                    |
| 2012 | Musik als Waffe                                 | Alemanha      | ZDF/ARTE                                   |
| 2013 | Hello?! Orchestra                               | Coreia do Sul | MBC/CEN MEDIA                              |
| 2013 | Freddie Mercury: The Great Pretender            | Reino Unido   | EMP/Mercury Songs/Eagle Rock Entertainment |
| 2014 | The Exhibition                                  | Canada        | CBC                                        |
| 2015 | Ilustre Desconhecido                            | França        | Ladybird Films                             |
| 2016 | The Man who Shot Hiroshima                      | Japão         | WOWOW/KMAX                                 |
| 2017 | Hip-Hop Evolution                               | Canadá        | Banger Films                               |
| 2018 | Etgar Keret – Een waargebeurd verhaal           | Países Baixos | Baldr Film/NTR Television                  |
| 2019 | Dance or Die                                    | Países Baixos | A Witfilm/NTR                              |
| 2020 | Vertige de la chute                             | França        | Babel Doc/France Télévisions               |
| 2021 | Kubrick by Kubrick                              | França        | Temps Noir/Telemark/ARTE                   |
| 2022 | Freddie Mercury - The Final Act                 | Reino Unido   | Rogan Productions/BBC Two                  |
| 2023 | Buffy Sainte-Marie: Carry It On                 | Canadá        | Eagle Vision/White Pine Pictures           |
| 2024 | Pianoforte                                      | Polónia       | Telemark Sp. z o.o.                        |

### Melhor ator
| Ano  | Vencedor                                                       | País          | Emissora                                |
| ---- | -------------------------------------------------------------- | ------------- | --------------------------------------- |
| 2005 | Thierry Frémont como Francis Heaulme em Dans la tête du tueur  | França        | GMT Productions/TF1                     |
| 2006 | Ray Winstone como Vincent Gallagher em Vincent                 | Reino Unido   | Granada Drama & Comedy                  |
| 2007 | Jim Broadbent como Stan McDermott em The Street                | Reino Unido   | BBC One                                 |
| 2007 | Pierre Bokma como Peter van der Laan em De uitverkorene        | Holanda       | VPRO Television/IdtV Film BV            |
| 2008 | David Suchet como Robert Maxwell em Maxwell                    | Reino Unido   | BBC                                     |
| 2009 | Ben Whishaw como Ben Coulter em Criminal Justice               | Reino Unido   | BBC                                     |
| 2010 | Bob Hoskins como Paddy Gargan em The Street                    | Reino Unido   | BBC                                     |
| 2011 | Christopher Eccleston como Willy Houlihan em Accused           | Reino Unido   | BBC                                     |
| 2012 | Darío Grandinetti como Mario em Televisión por la inclusión    | Argentina     | Canal 9                                 |
| 2013 | Sean Bean como Simon Gaskell/Tracie Tremarco em Accused        | Reino Unido   | BBC One                                 |
| 2014 | Stephen Dillane como Karl Roebuck em The Tunnel                | Reino Unido   | Canal+/Sky Atlantic                     |
| 2015 | Maarten Heijmans como Ramses Shaffy em Ramses                  | Holanda       | De Familie Film & TV                    |
| 2016 | Dustin Hoffman como Mr Henry Hoppy em Um Amor de Estimação     | Reino Unido   | Endor Productions                       |
| 2017 | Kenneth Branagh como Kurt Wallander em Wallander               | Reino Unido   | Left Bank Pictures/Yellow Bird/BBC/TKBC |
| 2018 | Lars Mikkelsen como Johannes em Herrens veje                   | Países Baixos | DR/Arte/SAM le Français                 |
| 2019 | Haluk Bilginer como Agâh Beyoglu em Şahsiyet                   | Turquia       | Ay Yapım                                |
| 2020 | Billy Barratt como Ray em Responsible Child                    | Reino Unido   | Kudos/72 films                          |
| 2021 | David Tennant como Dennis Nilsen em Des                        | Reino Unido   | New Pictures/ITV                        |
| 2022 | Dougray Scott como detetive Ray Lennox em Irvine Welsh’s Crime | Reino Unido   | Cineflix/Buccaneer Media                |
| 2023 | Martin Freeman como Chris Carson em The Responder              | Reino Unido   | Dancing Ledge Productions/BBC           |
| 2024 | Timothy Spall como Peter Farquhar em The Sixth Commandment     | Reino Unido   | Wild Mercury Prod./True Vision          |

### Melhor atriz
| Ano  | Vencedor                                                          | País        | Emissora                                     |
| ---- | ----------------------------------------------------------------- | ----------- | -------------------------------------------- |
| 2005 | He Lin como Axiu em Slave Mother                                  | China       | CCTV-6                                       |
| 2006 | Maryam Hassouni como Laila al Gatawi em Offers                    | Holanda     | Omroepvereniging VARA                        |
| 2007 | Muriel Robin como Marie Besnard em Marie Besnard, l'empoisonneuse | França      | Ramona/RTBF/To Do Today Productions          |
| 2008 | Lucy Cohu como Liz em Forgiven                                    | Reino Unido | Channel 4                                    |
| 2009 | Julie Walters como Dr. Anne Turner em A Short Stay in Switzerland | Reino Unido | BBC                                          |
| 2010 | Helena Bonham Carter como Enid Blyton em Enid                     | Reino Unido | BBC                                          |
| 2011 | Julie Walters como Mo Mowlam em Mo                                | Reino Unido | BBC                                          |
| 2012 | Cristina Banegas como Paula em Televisión por la inclusión        | Argentina   | Canal 9                                      |
| 2013 | Fernanda Montenegro como Dona Picucha em Doce de Mãe              | Brasil      | Rede Globo                                   |
| 2014 | Bianca Krijgsman como Mirte em De Nieuwe Wereld                   | Holanda     | NPO                                          |
| 2015 | Anneke von der Lippe como Helen Sikkeland em Øyevitne             | Noruega     | NRK/SVT/DR/YLE Fem/Nordvision                |
| 2016 | Christiane Paul como Elke Seeberg em Unterm Radar                 | Alemanha    | Enigma Film/WDR/ARD Degeto                   |
| 2017 | Anna Friel como Marcella Backland em Marcella                     | Reino Unido | Buccaneer Media/Netflix                      |
| 2018 | Anna Schudt como Gaby Köster em Ein Schnupfen hätte auch gereicht | Alemanha    | Zeitsprung Pictures/RTL Television           |
| 2019 | Marina Gera como Irén em Örök tél                                 | Hungria     | Szupermodern Studio/Gulag Memorial Committee |
| 2020 | Glenda Jackson como Maud Horsham em Elizabeth Is Missing          | Reino Unido | STV Productions/BBC One                      |
| 2021 | Hayley Squires como Jolene Dollar em Adult Material               | Reino Unido | Fifty Fathoms                                |
| 2022 | Lou de Laâge como Eugénie Cléry em Le bal des folles              | França      | Légende Films/Prime Video                    |
| 2023 | Karla Souza como Mariel Saenz em La caída                         | México      | Madam/Filmadora/Infity Hill/Amazon Studios   |
| 2024 | Chutimon Chuengcharoensukying como Aoy em Hunger                  | Tailândia   | Songsound Prod./Netflix                      |

### Melhor comédia
| Ano  | Vencedor                              | País        | Emissora                                  |
| ---- | ------------------------------------- | ----------- | ----------------------------------------- |
| 2003 | The Kumars at No. 42                  | Reino Unido | BBC                                       |
| 2004 | Berlin, Berlin                        | Alemanha    | Das Erste                                 |
| 2005 | The Newsroom                          | Canada      | 100 Percent Film & Television Inc         |
| 2006 | Little Britain                        | Reino Unido | BBC                                       |
| 2007 | Little Britain Abroad                 | Reino Unido | BBC                                       |
| 2008 | The IT Crowd                          | Reino Unido | Channel 4                                 |
| 2009 | Hoshi Shinichi’s Short Shorts         | Japão       | NHK                                       |
| 2010 | Traffic Light                         | Israel      | Kuperman Productions/Keshet Broadcasting  |
| 2011 | Benidorm Bastards                     | Bélgica     | 2BE                                       |
| 2012 | A Mulher Invisível                    | Brasil      | Rede Globo                                |
| 2013 | Moone Boy                             | Reino Unido | Sky1                                      |
| 2014 | Wat Als?                              | Bélgica     | 2BE                                       |
| 2015 | Doce de Mãe                           | Brasil      | Rede Globo/Casa de Cinema de Porto Alegre |
| 2016 | Hoff the Record                       | Reino Unido | Me & You Productions                      |
| 2017 | Alan Partridge's Scissored Isle       | Reino Unido | Baby Cow Productions                      |
| 2018 | Nebsu                                 | Israel      | Endemol Shine/'Gesher' Fund/Avi Chai Fund |
| 2019 | Especial de Natal: Se Beber, Não Ceie | Brasil      | Porta dos Fundos/Netflix                  |
| 2020 | Ninguém Tá Olhando                    | Brasil      | Gullane Entretenimento/Netflix            |
| 2021 | Dix pour cent                         | França      | France Télévisions/Netflix                |
| 2022 | Sex Education                         | Reino Unido | Netflix/Eleven Film                       |
| 2023 | Vir Das: Landing                      | Índia       | Weirdass Comedy/Rotten Science/Netflix    |
| 2023 | Derry Girls                           | Reino Unido | Hat Trick Productions                     |
| 2024 | División Palermo                      | Argentina   | K&S Films/Netflix                         |

### Melhor documentário esportivo
| Ano  | Vencedor                              | País        | Emissora                    |
| ---- | ------------------------------------- | ----------- | --------------------------- |
| 2022 | Queen of Speed                        | Reino Unido | Sky/Drum Studios            |
| 2023 | Harley and Katya                      | Austrália   | Stranger Than Fiction Films |
| 2024 | Brawn: The Impossible Formula 1 Story | Reino Unido | North One Television        |

### Melhor documentário
| Ano  | Vencedor                                                            | País                 |
| ---- | ------------------------------------------------------------------- | -------------------- |
| 2024 | Otto Baxter: Not a F**ing Horror Story                              | Reino Unido          |
| 2023 | Mariupol: The People's Story                                        | Reino Unido          |
| 2022 | Enfants de Daech, les damnés de la guerre                           | França               |
| 2021 | Hope Frozen: A Quest to Live Twice                                  | Tailândia            |
| 2020 | For Sama                                                            | Reino Unido          |
| 2019 | Bellingcat: Truth in a Post-Truth World                             | Países Baixos        |
| 2018 | Goodbye Aleppo                                                      | Reino Unido          |
| 2017 | Exodus: Our Journey to Europe                                       | Reino Unido          |
| 2016 | Guerra de Mentiras                                                  | Alemanha             |
| 2015 | Miners Shot Down                                                    | África do Sul        |
| 2014 | Frihet bakom galler                                                 | Suécia               |
| 2013 | 5 Broken Cameras                                                    | França               |
| 2012 | Terry Pratchett: Choosing to Die                                    | Reino Unido          |
| 2011 | Life with Murder                                                    | Canadá               |
| 2010 | Mom and the Red Bean Cake                                           | Coreia do Sul        |
| 2009 | The Ascent of Money                                                 | Reino Unido          |
| 2008 | The Beckoning Silence                                               | Reino Unido          |
| 2007 | Stephen Fry: The Secret Life of the Manic Depressive                | Reino Unido          |
| 2006 | Hiroshima: BBC History of World War II                              | Reino Unido          |
| 2005 | Das Drama von Dresden                                               | Alemanha             |
| 2004 | The Boy Whose Skin Fell Off                                         | Reino Unido          |
| 2003 | Das Leben geht weiter                                               | Alemanha             |
| 2002 | Nicholas Winton: The Power of Good                                  | Eslováquia           |
| 2001 | Welcome to North Korea                                              | Países Baixos        |
| 2000 | Kapo                                                                | Israel               |
| 1999 | Just Like Anyone Else                                               | Japão                |
| 1999 | Born in the USSR (Episódio: 14 Up)                                  | Reino Unido (empate) |
| 1998 | Exile in Sarajevo                                                   | Austrália            |
| 1997 | Na Companhia de Homens                                              | Canadá               |
| 1996 | Les Seigneurs des animaux (Episódio: Le pélican de Ramzan le Rouge) | França               |
| 1996 | People's Century (Episódio: The Master Race)                        | Reino Unido (empate) |
| 1996 | The Saga of Life (Episódio: The Unknown World)                      | Suécia               |
| 1995 | Contre l'oubli                                                      | França               |
| 1995 | A lembrança de Anne Frank                                           | Reino Unido (empate) |
| 1994 | Life in the Freezer (Episódio: The Big Freeze)                      | Reino Unido          |
| 1993 | Disappearing World (Episódio: We Are All Neighbours)                | Reino Unido          |
| 1993 | Monika and Jonas: The Face of the Informer State                    | Japão (empate)       |
| 1992 | The Fifth Estate (Episódio: To Sell a War)                          | Canadá               |
| 1991 | Viewpoint '90 (Episódio: Cambodia: The Betrayal)                    | Reino Unido          |
| 1990 | J'ai douze ans et je fais la guerre                                 | França               |
| 1989 | Four Hours in My Lai                                                | Reino Unido          |
| 1988 | The Last Seven Months of Anne Frank                                 | Reino Unido          |
| 1987 | The Sword of Islam                                                  | Reino Unido          |
| 1986 | Chasing a Rainbow: The Life of Josephine Baker                      | Reino Unido          |
| 1985 | 28 Up                                                               | Reino Unido          |
| 1984 | The Heart of the Dragon (Episódio: Remembering)                     | Reino Unido          |
| 1983 | The Miracle of Life                                                 | Suécia               |
| 1982 | Is There One Who Understands Me?: The World of James Joyce          | Irlanda              |
| 1981 | Charter pour l'enfer                                                | França               |
| 1980 | Fighting Back                                                       | Canadá               |
| 1979 | The Secret Hospital                                                 | Reino Unido          |
| 1969 | The Last Campaign of Robert Kennedy                                 | Suíça                |
| 1968 | La Section Anderson                                                 | França               |
| 1967 | Big Deal at Gothenburg                                              | Reino Unido          |

### Melhor série de curta duração
| Ano  | Vencedor                 | País          | Emissora                                  |
| ---- | ------------------------ | ------------- | ----------------------------------------- |
| 2017 | Familie Braun            | Alemanha      | Polyphon/ZDF                              |
| 2018 | Una historia necesaria   | Chile         | Tridi Films/CNTV/Escuela de Cine de Chile |
| 2019 | Hack The City            | Brasil        | Fox Lab Brazil/Yourmama                   |
| 2020 | Martyisdead              | Chéquia       | Bionaut/MALL.TV/cz.nic                    |
| 2021 | INSiDE                   | Nova Zelândia | Luminous Beast                            |
| 2022 | Rūrangi                  | Nova Zelândia | Autonomouse/The Yellow Affair             |
| 2023 | Des gens bien ordinaires | França        | Magneto Prod./Canal+                      |
| 2024 | Punt de no Retorn        | Espanha       | TV3                                       |

### Melhor série dramática
| Ano  | Vencedor                    | País        | Emissora                                                                                |
| ---- | --------------------------- | ----------- | --------------------------------------------------------------------------------------- |
| 2002 | Rejseholdet                 | Dinamarca   | Danmarks Radio                                                                          |
| 2003 | Nikolaj og Julie            | Dinamarca   | Danmarks Radio                                                                          |
| 2004 | Waking the Dead             | Reino Unido | BBC One                                                                                 |
| 2005 | Örnen: En krimi-Odysse      | Dinamarca   | DR/NRK/RUV/ZDF                                                                          |
| 2006 | Life on Mars                | Reino Unido | BBC                                                                                     |
| 2007 | The Street                  | Reino Unido | BBC                                                                                     |
| 2008 | Life on Mars                | Reino Unido | BBC                                                                                     |
| 2009 | Livvagterne                 | Dinamarca   | DR/ZDF/NRK/SVT                                                                          |
| 2010 | The Street                  | Reino Unido | BBC                                                                                     |
| 2011 | Accused                     | Reino Unido | BBC                                                                                     |
| 2012 | Braquo                      | França      | Canal+                                                                                  |
| 2013 | Les Revenants               | França      | Canal+                                                                                  |
| 2014 | Utopia                      | Reino Unido | Channel 4                                                                               |
| 2015 | Spiral: Em Busca de Justiça | França      | Canal+                                                                                  |
| 2016 | Deutschland 83              | Alemanha    | RTL Television/UFA Fiction                                                              |
| 2017 | Mammon                      | Noruega     | NRK/SVT/DR/YLE FEM/Nordvision                                                           |
| 2018 | La Casa de Papel            | Espanha     | Vancouver Media/Atresmedia Televisión                                                   |
| 2019 | McMafia                     | Reino Unido | Cuba Pictures/BBC                                                                       |
| 2020 | Delhi Crime                 | Índia       | Netflix                                                                                 |
| 2021 | Tehran                      | Israel      | Donna e Paper Plane Productions                                                         |
| 2022 | Vigil                       | Reino Unido | World Productions/BBC One                                                               |
| 2023 | Die Kaiserin                | Alemanha    | Sommerhaus Serien                                                                       |
| 2024 | Drops of God                | França      | Legend Pictures/Les Prod. Dynamic/22H22/Adline Entertain./France Télévisions/Hulu Japão |

### Melhor programa de entretenimento sem roteiro
| Ano  | Vencedor                               | País        | Emissora                                      |
| ---- | -------------------------------------- | ----------- | --------------------------------------------- |
| 2003 | Without Prejudice?                     | Reino Unido | Channel 4                                     |
| 2004 | Brat Camp                              | Reino Unido | Channel 4                                     |
| 2005 | Top Gear                               | Reino Unido | BBC Two                                       |
| 2006 | Ramsay's Kitchen Nightmares            | Reino Unido | Channel 4                                     |
| 2007 | How Do You Solve A Problem Like Maria? | Reino Unido | BBC                                           |
| 2008 | The Big Donor Show                     | Holanda     | Endemol/BNN                                   |
| 2009 | The Phone                              | Holanda     | Park Lane TV Productions                      |
| 2010 | CQC                                    | Argentina   | Eyeworks                                      |
| 2011 | The World's Strictest Parents          | Reino Unido | TwentyTwenty Television                       |
| 2012 | The Amazing Race Australia             | Austrália   | Seven Network                                 |
| 2013 | Go Back to Where You Came From         | Austrália   | SBS                                           |
| 2014 | Educating Yorkshire                    | Reino Unido | Channel 4                                     |
| 2015 | 50 Ways to Kill your Mammy             | Reino Unido | Sky1                                          |
| 2016 | Allt för Sverige                       | Suécia      | Meter Television/SVT                          |
| 2017 | Sorry voor alles                       | Bélgica     | VRT/WBITVP Belgium                            |
| 2018 | Hoe Zal Ik Het Zeggen?                 | Bélgica     | Shelter                                       |
| 2019 | The Real Full Monty: Ladies' Night     | Reino Unido | Sony Pictures Television do México/Cinemateli |
| 2020 | Old People's Home for 4 Year Olds      | Austrália   | Endemol Shine                                 |
| 2021 | The Masked Singer                      | Reino Unido | Bandicoot Scotland/ITV                        |
| 2022 | Love on the Spectrum                   | Austrália   | Northern Pictures/ABC/Netflix                 |
| 2023 | A Ponte: The Bridge Brasil             | Brasil      | Warner Bros. Discovery/Endemol Shine Brasil   |
| 2024 | Restaurant Misverstand                 | Bélgica     | Roses Are Blue/Red Arrow/VRT                  |

### Melhor telenovela
| Ano  | Vencedor             | País          | Emissora                                            |
| ---- | -------------------- | ------------- | --------------------------------------------------- |
| 2008 | The Invasion Igtiyah | Jordânia      | Arab Telemedia Productions                          |
| 2009 | Caminho das Índias   | Brasil        | Rede Globo                                          |
| 2010 | Meu Amor             | Portugal      | TVI/Plural Entertainment                            |
| 2011 | Laços de Sangue      | Portugal      | SIC/Rede Globo                                      |
| 2012 | O Astro              | Brasil        | Rede Globo                                          |
| 2013 | Lado a Lado          | Brasil        | Rede Globo                                          |
| 2014 | Joia Rara            | Brasil        | Rede Globo                                          |
| 2015 | Império              | Brasil        | Rede Globo                                          |
| 2016 | Verdades Secretas    | Brasil        | Rede Globo                                          |
| 2017 | Kara Sevda           | Turquia       | Ay Yapim                                            |
| 2018 | Ouro Verde           | Portugal      | TVI/Plural Entertainment                            |
| 2019 | La reina del flow    | Colômbia      | Sony Pictures Television/Teleset/Netflix/Caracol TV |
| 2020 | Órfãos da Terra      | Brasil        | Rede Globo                                          |
| 2021 | The Song of Glory    | China         | Tencent Video                                       |
| 2022 | The King's Affection | Coreia do Sul | KBS/Netflix                                         |
| 2023 | Yargı                | Turquia       | Ay Yapım                                            |
| 2024 | La promesa           | Espanha       | Bambu Producciones                                  |

### Melhor telefilme ou minissérie
| Ano  | Vencedor                         | País        | Emissora                                              |
| ---- | -------------------------------- | ----------- | ----------------------------------------------------- |
| 2002 | Die Manns - Ein Jahrhundertroman | Alemanha    | WDR/BR/NDR/ARTE/ORF/SRG/SFDRS                         |
| 2003 | Mein Vater                       | Alemanha    | Westdeutscher Rundfunk                                |
| 2004 | Henry VIII                       | Reino Unido | Granada/WGBH-TV/ITV                                   |
| 2005 | Unge Andersen                    | Dinamarca   | SVT                                                   |
| 2006 | Nuit noire 17 octobre 1961       | França      | Canal+/France 3                                       |
| 2007 | Death of a President             | Reino Unido | MORE4                                                 |
| 2008 | Television por la identidad      | Argentina   | Telefe                                                |
| 2009 | Die Wölfe                        | Alemanha    | ZDF                                                   |
| 2010 | Small Island                     | Reino Unido | BBC One                                               |
| 2011 | Millennium                       | Suécia      | SVT1                                                  |
| 2012 | Black Mirror                     | Reino Unido | Channel 4                                             |
| 2013 | A Day for a Miracle              | Alemanha    | Rowboat Film- und Fernsehproduktion/Graf Film/ZDF/ORF |
| 2014 | Generation War                   | Alemanha    | ZDF/ORF                                               |
| 2015 | Soldat blanc                     | França      | Canal+                                                |
| 2016 | Capital                          | Reino Unido | Kudos                                                 |
| 2017 | Ne m'abandonne pas               | França      | Scarlett Production/France Télévisions                |
| 2018 | Man in an Orange Shirt           | Reino Unido | Kudos                                                 |
| 2019 | Safe Harbour                     | Austrália   | Matchbox Pictures                                     |
| 2020 | Responsible Child                | Reino Unido | Kudos/72 films                                        |
| 2021 | Atlantic Crossing                | Dinamarca   | Cinenord/Beta Film/NRK                                |
| 2022 | Help                             | Reino Unido | All3Media/Channel 4                                   |
| 2023 | La caída                         | México      | Madam/Filmadora/Infity Hill/Amazon Studios            |
| 2024 | Liebes Kind                      | Alemanha    | Constantin Film AG/Netflix                            |

### Melhor animação para crianças
| Ano  | Série                                         | País          | Rede                                  |
| ---- | --------------------------------------------- | ------------- | ------------------------------------- |
| 2013 | O Incrível Mundo de Gumball                   | Reino Unido   | Cartoon Network                       |
| 2014 | Room on the Broom                             | Reino Unido   | BBC                                   |
| 2015 | A Turma da Floresta ao Regaste                | França        | France 3                              |
| 2016 | Sanzoku no Musume Ronja                       | Japão         | NHK                                   |
| 2017 | Revolting Rhymes                              | Reino Unido   | Magic Light Pictures                  |
| 2018 | Kop Op                                        | Países Baixos | Viking Film/VPRO/Job, Joris & Marieke |
| 2019 | Zog                                           | Reino Unido   | Magic Light Pictures                  |
| 2020 | The Tiger Who Came to Tea                     | Reino Unido   | Lupus Films                           |
| 2021 | Shaun the Sheep: Adventures from Mossy Bottom | Reino Unido   | Aardman Animations                    |
| 2022 | Shaun, o Carneiro: Aventura de Natal          | Reino Unido   | Aardman Animations                    |
| 2023 | The Smeds and the Smoos                       | Reino Unido   | Magic Light Pictures                  |
| 2024 | Tabby McTat                                   | Reino Unido   | Magic Light Pictures                  |

### Melhor filme ou série live-action para crianças
| Ano  | Série           | País          | Rede                                                   |
| ---- | --------------- | ------------- | ------------------------------------------------------ |
| 2020 | Hardball        | Austrália     | Northern Pictures                                      |
| 2021 | First Day       | Austrália     | Epic Films/Australian Children’s Television Foundation |
| 2022 | Kabam!          | Países Baixos | NPO/IJswater Films/KRO-NCRVV                           |
| 2023 | Heartbreak High | Austrália     | Fremantle/Newbe/Netflix                                |
| 2024 | En af drengene  | Dinamarca     | Apple Tree Productions                                 |

### Melhor programa para crianças
| Ano  | Série                                              | País          | Rede                                     |
| ---- | -------------------------------------------------- | ------------- | ---------------------------------------- |
| 2020 | Finding My Family: Holocaust – A Newsround Special | Reino Unido   | BBC Children’s In-House Productions/CBBC |
| 2021 | Scars of Life                                      | Bélgica       | De Mensen                                |
| 2022 | My Better World                                    | África do Sul | Fundi Films/Maan Creative/Impact         |
| 2023 | Built To Survive                                   | Austrália     | Butter Media/ABC/ACTF                    |
| 2024 | A Vida Secreta da Sua Mente                        | México        | Warner Bros. Discovery/Pictoline         |

## Jornalismo

#### Noticiário
| Ano  | Vencedor                                            | País        | Rede                                       |
| ---- | --------------------------------------------------- | ----------- | ------------------------------------------ |
| 1999 | Dispatches: A Witness to Murder                     | Reino Unido | Channel 4                                  |
| 2000 | 2000 Cheias em Moçambique                           | Reino Unido | Channel 4                                  |
| 2002 | A queda de Cabul                                    | Reino Unido | BBC                                        |
| 2003 | A queda de Saddam Hussein                           | Reino Unido | Channel 4                                  |
| 2004 | Atentados de 11 de março de 2004 em Madrid          | Reino Unido | Channel 4                                  |
| 2005 | Crise de reféns da escola de Beslan                 | Reino Unido | Associated Press Television News           |
| 2005 | Retorno ao Beslan                                   | Holanda     | NCRV Broadcasting Organisation             |
| 2006 | Atentados de 7 de julho de 2005 em Londres          | Reino Unido | Sky News                                   |
| 2006 | Caça ao Taliban                                     | Holanda     | NOVA/NPS/VARA Television                   |
| 2007 | A crise no Líbano                                   | Reino Unido | BBC News                                   |
| 2008 | Você tem ideia do que seu filho está fazendo agora? | Romênia     | Pro TV News                                |
| 2009 | Sismo de Sichuan de 2008                            | Reino Unido | ITV News                                   |
| 2010 | Paquistão – Linha de frente do terror               | Reino Unido | Sky News                                   |
| 2011 | Guerra contra as drogas                             | Brasil      | Rede Globo                                 |
| 2012 | Grande Terremoto do Leste do Japão                  | Japão       | NHK                                        |
| 2013 | A batalha em Homs                                   | Reino Unido | Channel 4                                  |
| 2014 | A descida da Síria                                  | Reino Unido | Channel 4                                  |
| 2015 | O Efeito do Ebola                                   | Canadá      | CBC News                                   |
| 2016 | Dispatches: Escape from ISIS                        | Reino Unido | ITN                                        |
| 2017 | Exposure: Saudi Arabia Uncovered                    | Reino Unido | Hardcash Productions/ITV/WGBH-TV/Frontline |
| 2018 | White Right: Meeting the Enemy                      | Reino Unido | ITV                                        |
| 2019 | Deceptive Diplomacy-Cover-Up by the UN              | Suécia      | Sveriges Television                        |
| 2020 | Undercover: Inside China's Digital Gulag            | Reino Unido | Hardcash Productions/ITV                   |
| 2021 | In Cold Blood (Exposure)                            | Reino Unido | DSP/ITV                                    |
| 2022 | ITV News: Storming of The Capitol                   | Reino Unido | ITN Productions / ITV News                 |
| 2023 | The Battle For Bucha & Irpin                        | Reino Unido | Sky News                                   |

#### Atualidades
| Ano  | Vencedor                                                   | País        | Rede                                  |
| ---- | ---------------------------------------------------------- | ----------- | ------------------------------------- |
| 2007 | Baghdad: A Doctor's Story                                  | Reino Unido | BBC                                   |
| 2008 | Peter R. de Vries - Natalee Holloway                       | Holanda     | Peter R. de Vries                     |
| 2009 | Dispatches - Saving Africa's Witch Children                | Reino Unido | Channel 4                             |
| 2010 | Dispatches - Pakistan's Taliban Generation                 | Reino Unido | Channel 4                             |
| 2011 | Back from the Brink: Inside the Chilean Mine Disaster      | Japão       | NHK                                   |
| 2012 | Haiti’s Orphans: One Year After the Earthquake             | Canada      | CBC                                   |
| 2013 | Banaz: An Honour Killing                                   | Reino Unido | Fuuse Films                           |
| 2014 | The fifth estate: Made in Bangladesh                       | Canada      | CBC                                   |
| 2015 | Dispatches: Children on the Frontline - Children of Aleppo | Reino Unido | ITN Productions                       |
| 2016 | Crise migratória na Europa                                 | Reino Unido | Sky News                              |
| 2017 | Inside Aleppo - Battle for Aleppo'                         | Reino Unido | Channel 4 News/ITN                    |
| 2018 | Qatar Crisis Special                                       | Reino Unido | Sky News                              |
| 2019 | Data, Democracy and Dirty Tricks                           | Reino Unido | Channel 4                             |
| 2020 | Hong Kong Year of Living Dangerously                       | Reino Unido | ITN                                   |
| 2021 | A Warning from Italy                                       | Reino Unido | Sky News                              |
| 2022 | Panorama: Slahi Und Seine Folterer (In Search Of Monsters) | Alemanha    | Hoferichter & Jacobs/NDR/RBB/MDR/Arte |
| 2023 | Off The Grid – Ukraine Wartime Diaries                     | Turquia     | TRT World                             |

## Prêmios honorários

### Emmy Founders Award
| Ano  | Vencedor                    | País           | Nota                                                     |
| ---- | --------------------------- | -------------- | -------------------------------------------------------- |
| 1980 | Jim Henson                  | Estados Unidos | Criador da série Muppets                                 |
| 1981 | Shaun Sutton                | Reino Unido    | Chefe do grupo de teatro da rede BBC                     |
| 1981 | Roone Arledge               | Estados Unidos | Produtor executivo da rede ABC                           |
| 1982 | Michael Landon              | Estados Unidos | Produtor executivo/diretor/escritor                      |
| 1983 | Herbert Brodkin             | Estados Unidos | Produtor/sócio da Titus Productions                      |
| 1984 | David L. Wolper             | Estados Unidos | Produtor executivo de televisão                          |
| 1985 | David Attenborough          | Reino Unido    | Criador/escritor/produtor/apresentador de TV             |
| 1986 | Donald L. Taffner           | Reino Unido    | Produtor de televisão                                    |
| 1987 | Jacques-Yves Cousteau       | França         | Presidente da Cousteau Society                           |
| 1988 | Goar Mestre                 | Argentina      | Pioneiro na industria audiovisual da América Latina      |
| 1989 | Paul Fox                    | Reino Unido    | Diretor administrativo da rede BBC                       |
| 1990 | Joan Ganz Cooney            | Estados Unidos | Produtora de televisão                                   |
| 1991 | Adrian Cowell               | Reino Unido    | Cineastra da ITV Central                                 |
| 1992 | Bill Cosby                  | Estados Unidos | Comediante/ator/produtor                                 |
| 1993 | Richard Dunn                | Reino Unido    | Diretor executivo da Thames Television                   |
| 1994 | Film on Four: Channel 4     | Reino Unido    | Rede de televisão                                        |
| 1995 | Don Hewitt                  | Estados Unidos | Produtor executivo do telejornal 60 Minutes              |
| 1996 | Reg Grundy                  | Austrália      | Fundador da Grundy Productions                           |
| 1997 | Jac Venza                   | Estados Unidos | Diretor de cultura & programas de artes da WNET New York |
| 1998 | Robert Halmi Sr.            | Hungria        | Presidente da Hallmark Entertainment                     |
| 1999 | Hisashi Hieda               | Japão          | Presidente da Fuji TV                                    |
| 2000 | John Hendricks              | Estados Unidos | Fundador/diretor executivo da Discovery Communications   |
| 2001 | Pierre Lescure              | França         | Presidente/chefe executivo do Canal+ Group               |
| 2002 | Howard Stringer             | Reino Unido    | Presidente/diretor executivo da Sony America             |
| 2003 | HBO                         | Estados Unidos | Rede de televisão                                        |
| 2004 | MTV International           | Estados Unidos | Rede de televisão                                        |
| 2005 | Oprah Winfrey               | Estados Unidos | Presidente da Harpo Studios                              |
| 2006 | Steven Spielberg            | Estados Unidos | Produtor/diretor de cinema                               |
| 2007 | Al Gore                     | Estados Unidos | Fundador/presidente da Current TV                        |
| 2008 | Dick Wolf                   | Estados Unidos | Criador/produtor da série Law & Order                    |
| 2009 | David Frost                 | Reino Unido    | Jornalista/produtor                                      |
| 2010 | Simon Cowell                | Reino Unido    | Fundador da Syco                                         |
| 2011 | Nigel Lythgoe               | Reino Unido    | Produtor-executivo do American Idol                      |
| 2012 | Ryan Murphy                 | Estados Unidos | Showrunner                                               |
| 2012 | Norman Lear                 | Estados Unidos | Prêmio em homenagem aos 40 anos da Academia              |
| 2012 | Alan Alda                   | Estados Unidos | Prêmio em homenagem aos 40 anos da Academia              |
| 2013 | J.J. Abrams                 | Estados Unidos | Diretor/produtor de cinema e televisão                   |
| 2014 | Matthew Weiner              | Estados Unidos | Criador da série Mad men                                 |
| 2015 | Julian Fellowes             | Reino Unido    | Criador da série Downton Abbey                           |
| 2016 | Shonda Rhimes               | Estados Unidos | Roteirista, cineasta e produtora                         |
| 2017 | não houve entrega           | nenhum         | nenhum                                                   |
| 2018 | Greg Berlanti               | Estados Unidos | Produtor de televisão                                    |
| 2019 | David Benioff e D. B. Weiss | Estados Unidos | Roteirista, produtor de televisão                        |
| 2020 | Andrew Cuomo (retirado)     | Estados Unidos | 56° Governador de Nova Iorque                            |
| 2021 | não houve entrega           | nenhum         | nenhum                                                   |
| 2022 | Ava DuVernay                | Estados Unidos | Diretora, produtora, roteirista                          |
| 2023 | Jesse Armstrong             | Estados Unidos | Roteirista, showrunner da série Succession               |
| 2024 | David E. Kelley             | Estados Unidos | Roteirista e produtor de televisão                       |

### Emmy Directorate Award
| Ano  | Vencedor                | País           | Notas                                                           |
| ---- | ----------------------- | -------------- | --------------------------------------------------------------- |
| 1973 | Charles Curran          | Reino Unido    | Diretor Geral da BBC                                            |
| 1974 | Dr. Joseph Charyk       | Estados Unidos | Presidente da COMSAT                                            |
| 1975 | Junzo Imamichi          | Japão          | Presidente do Conselho da TBS TV                                |
| 1976 | Talbot S. Duckmanton    | Austrália      | Presidente da ABU                                               |
| 1976 | Roberto Marinho         | Brasil         | Presidente da Rede Globo                                        |
| 1976 | Howard Thomas           | Reino Unido    | Presidente do Conselho da Thales Television                     |
| 1977 | Alphonse Ouimet         | Canadá         | Presidente da Telesat/Canadian TV                               |
| 1979 | Frank Stanton           | Estados Unidos | Presidente Emérito da CBS, incorporado em 1978 a Prix Italia    |
| 1980 | Lew Grade               | Reino Unido    | Presidente do Conselho da Associated Communications Corporation |
| 1981 | Sir Huw Wheldon         | Reino Unido    | Diretor Geral da BBC                                            |
| 1982 | Akio Morita             | Japão          | Presidente e diretor executivo da Sony Corporation              |
| 1983 | Roberto Marinho         | Brasil         | Presidente da Rede Globo                                        |
| 1984 | Sydney Bernstein        | Reino Unido    | Fundador da Granada TV                                          |
| 1985 | Leonard H. Goldenson    | Estados Unidos | Presidente e diretor executivo da ABC                           |
| 1986 | Herbert Schmertz        | Estados Unidos | Vice-presidente de relações públicas da Mobil Oil               |
| 1987 | Jeremy Isaacs           | Reino Unido    | Chefe Excecutivo do Channel 4                                   |
| 1988 | Vittorio Boni           | Itália         | Diretor de Relações Internacionais da RAI                       |
| 1989 | Ted Turner              | Estados Unidos | Presidente do Conselho/Presidente da Turner Broadcasting System |
| 1989 | Murray Chercover        | Canadá         | Presidente e diretor executivo CTV Television Network           |
| 1990 | Henrikas Yushkiavitshus | Estados Unidos | Diretor-Geral Adjunto da UNESCO                                 |
| 1991 | Henry Becton            | Estados Unidos | Presidente da WGBH-TV de Boston                                 |
| 1992 | Silvio Berlusconi       | Itália         | President do Fininvest Gruppo                                   |
| 1993 | Andre Rousselet         | França         | Presidente do Canal Plus                                        |
| 1994 | Helmut Thoma            | Alemanha       | Diretor Gerente da RTL                                          |
| 1995 | John Birt               | Reino Unido    | Diretor Geral da BBC                                            |
| 1996 | Hebert A. Granath       | Estados Unidos | Presidente da ABC/Disney Cable Internacional                    |
| 1997 | Dieter Stolte           | Alemanha       | Intendente da rede ZDF                                          |
| 1998 | Sam Nilsson             | Suécia         | Presidente da Sveriges Television                               |
| 1999 | Ralph Baruch            | Estados Unidos | Fundador da Viacom                                              |
| 2000 | Su-Ming Cheng           | China          | Diretor Geral da China-TV de Taiwan                             |
| 2001 | Gustavo Cisneros        | Venezuela      | Presidente das Organizações Cisneros                            |
| 2002 | Katsuji Ebisawa         | Japão          | Presidente da NHK                                               |
| 2003 | Greg Dyke               | Reino Unido    | Diretor Geral da BBC                                            |
| 2004 | Herbert Kloiber         | Alemanha       | Diretor Gerente da Tele-München Grupo                           |
| 2005 | Charles Allen           | Reino Unido    | Chefe Excecutivo da ITV                                         |
| 2006 | Ronald S. Lauder        | Estados Unidos | Fundador e Presidente da Central European Media Enterprises     |
| 2007 | Patrick Le Lay          | França         | Presidente do Grupo TF1                                         |
| 2008 | Liu Changle             | Hong Kong      | Presidente e diretor executivo da Phoenix Satellite Television  |
| 2009 | Markus Schächter        | Alemanha       | Diretor Geral da ZDF                                            |
| 2010 | Lorne Michaels          | Estados Unidos | Criador e Produtor Executivo Saturday Night Live                |
| 2011 | Subhash Chandra         | Índia          | Presidente da Zee-TV                                            |
| 2012 | Kim In-Kyu              | Coreia do Sul  | Presidente e Diretor Executivo da KBS                           |
| 2013 | Anke Schäferkordt       | Alemanha       | Diretora Executiva do RTL Group                                 |
| 2014 | Roberto Irineu Marinho  | Brasil         | Presidente do Grupo Globo                                       |
| 2015 | Richard Plepler         | Estados Unidos | Presidente da rede HBO                                          |
| 2016 | Maria Rørbye Rønn       | Dinamarca      | Diretora executiva da DR                                        |
| 2017 | Emilio Azcárraga Jean   | México         | CEO do Grupo Televisa                                           |
| 2018 | Sophie Turner Laing     | Reino Unido    | CEO de Shine Group                                              |
| 2019 | Christiane Amanpour     | Estados Unidos | Chefe âncora internacional da CNN                               |
| 2020 | Não houve entrega       |                |                                                                 |
| 2021 | Thomas Bellut           | Alemanha       | Diretor-geral da ZDF                                            |
| 2022 | Miky Lee                | Coreia do Sul  | Vice-presidenta do CJ Group                                     |
| 2023 | Ekta Kapoor             | Índia          | Diretora e chefe de criação da Balaji Telefilms                 |

## Outros

### International Children's Day of Broadcasting Award
Apresentado pela UNICEF em conjunto com os prêmios Emmy Internacional e atribuído a programação infantil de redes de televisão.
- 2010 – Télévision Togolaise do Togo por A Nous La Planete[55]
- 2009 – Citizen TV do Quênia por Angels Café[56]
- 2008 – CCTV da China por On the Way[57]
- 2007 – National Broadcasting of Thailand por From South to North, From East to West, Thailand ICDB – Unite for Children, Unite Against AIDS[58]
- 2006 – Teleradio Moldova por Let's Play![59]
- 2005 – Egyptian TV por Rebellion of the Canes[60]
- 2004 – ATN Bangla por Amrao pari (We, too, Can)
- 2003 – Television 13 da Colômbia por Tropas de Paz (Peace Troops), Disparando Cámaras para la Paz (Cameras Shooting for Peace) e A Prender TV (To Learn TV) dirigido por Mariana Ferrer e Alejandro Jaramillo.[61]
- 2002 – Star News de Nova Deli, Índia[62]
- 2001 – Consorcio Cigala por Canal Capital da Colômbia. Dirigido por Diego León Hoyos Jaramillo. Assistente de direção Mariana Ferrer e Alejandro Jaramillo.
- 2001 – ACE Communications do Quênia.[63] por suas contribuições ao UNICEF Say Yes for Children Campaign em 2001.[64]
- 2000 – TV Cultura do Brasil
- 1999 – TV Cultura do Brasil
- 1998 – TV Cultura do Brasil[65]
- 1997 – Namibian Broadcasting Corporation
- 1996 – TV Ontario, Canada
- 1995 – Sabado Chiquito De Corporan da República Dominicana.[65]

## Categorias extintas

### Melhor programa no Horário Nobre em língua não-inglesa
| Ano  | Vencedor                                    | País           | Emissora                                                |
| ---- | ------------------------------------------- | -------------- | ------------------------------------------------------- |
| 2014 | El Señor de los Cielos                      | Estados Unidos | Telemundo                                               |
| 2015 | Arrepentidos (ep: "El Infierno de Montoya") | Estados Unidos | National Geographic Channel/Fox Telecolombia            |
| 2016 | Francisco, El Jesuita                       | Estados Unidos | Anima Films/The History Channel Latin America/Telemundo |
| 2017 | Sr. Ávila                                   | Estados Unidos | HBO Latin America/Lemon Films                           |
| 2018 | El Vato                                     | Estados Unidos | Universo/Endemol Shine Boomdog                          |
| 2019 | Falco                                       | Estados Unidos | Spiral International/Red Arrow International/Dynamo     |
| 2020 | Grammy Latino de 2019 (empate)              | Estados Unidos | Univision/Academia Latina da Gravação                   |
| 2020 | La reina del sur                            | Estados Unidos | Telemundo/Netflix                                       |
| 2021 | Grammy Latino de 2020                       | Estados Unidos | Univision/Academia Latina da Gravação                   |
| 2022 | Buscando a Frida                            | Estados Unidos | Telemundo/Argos                                         |

### Melhor documentário de artes
| Ano  | Artista                                          | País               | Rede                               |
| ---- | ------------------------------------------------ | ------------------ | ---------------------------------- |
| 1991 | Damned in the USA                                | Reino Unido        | Channel 4                          |
| 1992 | Jose Carreras: A Life Story                      | Reino Unido        | Iambic Prods./Primetime Television |
| 1993 | The Wonderful, Horrible Life of Leni Riefenstahl | Alemanha / Bélgica | Omega Film/Nomad Film              |
| 1995 | Kenzaburo Oe’s Long Road to Fatherhood           | Japão              | NHK                                |
| 1996 | The House                                        | Reino Unido        | BBC                                |
| 1997 | Dancing For Dollars: The Bolshoi In Vegas        | Reino Unido        | NVC Arts                           |
| 1998 | The War Symphonies: Shostakovich Against Stalin  | Alemanha           | ZDF                                |
| 1999 | The Phil: Part 3                                 | Reino Unido        | Channel 4                          |
| 1999 | Let It Come Down: The Life of Paul Bowles        | Canadá             | CBC                                |
| 2000 | The Jazzman from the Gulag                       | França             | France 3/Ideale Audience           |
| 2001 | The Miles Davis Story                            | Reino Unido        | Channel 4                          |

### Melhor drama
| Ano  | Vencedor                     | País        | Rede              |
| ---- | ---------------------------- | ----------- | ----------------- |
| 1979 | On Giants Shoulders          | Reino Unido | BBC               |
| 1980 | A Rod of Iron                | Reino Unido | BBC               |
| 1981 | A Town Like Alice            | Austrália   | Seven Network     |
| 1982 | A Voyage Round My Father     | Reino Unido | BBC               |
| 1983 | King Lear                    | Reino Unido | BBC               |
| 1984 | The Jewel in the Crown       | Reino Unido | ITV               |
| 1985 | Das Boot                     | Alemanha    | Wolfgang Petersen |
| 1986 | Shadowlands                  | Reino Unido | BBC Wales         |
| 1987 | Porterhouse Blue             | Reino Unido | Channel 4         |
| 1988 | A Very British Coup          | Reino Unido | Channel 4         |
| 1989 | Traffik                      | Reino Unido | Channel 4         |
| 1990 | First and Last               | Reino Unido | BBC               |
| 1991 | The Black Velvet Gown        | Reino Unido | ITV               |
| 1992 | Um Homem Perigoso            | Reino Unido | BBC               |
| 1993 | Unnatural Pursuits           | Reino Unido | BBC               |
| 1994 | The Bullion Boys             | Reino Unido | BBC               |
| 1995 | The Politician's Wife        | Reino Unido | Channel 4         |
| 1996 | La Colline aux Mille Enfants | França      | France 2          |
| 1997 | Crossing the Floor           | Reino Unido | BBC Two           |
| 1998 | The Tattooed Widow           | Suécia      | Danmarks Radio    |
| 1999 | Lost for Words               | Reino Unido | ITV               |
| 2000 | All Stars                    | Holanda     | VARA              |
| 2001 | Dirty Tricks                 | Reino Unido | ITV London        |

### Melhor performance artística
| Ano  | Vencedor                                          | País        | Emissora                          |
| ---- | ------------------------------------------------- | ----------- | --------------------------------- |
| 1979 | Elegies for the Death of Three Spanish Poets      | Reino Unido | Sky Arts                          |
| 1980 | L'Oiseau de Feu                                   | Canadá      | CBC                               |
| 1981 | Sweeney Todd: Scenes from the Making of a Musical | Reino Unido | London Weekend Television         |
| 1982 | Morte e Vida Severina                             | Brasil      | Rede Globo                        |
| 1983 | Dangerous Music                                   | Reino Unido | HTV                               |
| 1984 | The Tragedy of Carmen                             | Reino Unido | Channel 4                         |
| 1985 | Omnibus: The Treble                               | Reino Unido | BBC                               |
| 1986 | Bejart's Kabuki Ballet                            | Japão       | NHK                               |
| 1988 | The South Bank Show                               | Reino Unido | ITV                               |
| 1990 | The Mahabharata                                   | Reino Unido | Peter Brook                       |
| 1991 | Le Dortoir                                        | Canadá      | Rhombus Media                     |
| 1992 | Pictures On The Edge                              | Canadá      | Canadian Broadcasting Corporation |
| 1993 | Concerto                                          | Reino Unido | Initial Film and TV               |
| 1994 | Peter and the Wolf                                | Reino Unido | BBC                               |
| 1995 | The Planets                                       | Canadá      | Rhombus Media                     |
| 1997 | Enter Achilles                                    | Reino Unido | BBC                               |
| 1998 | The Judas Tree                                    | Reino Unido | Channel 4                         |
| 1999 | Rodgers and Hammerstein's Oklahoma!               | Reino Unido | Sky Premier/Channel 4             |
| 2000 | Gloriana                                          | Reino Unido | BBC                               |
| 2001 | Jesus Christ Superstar                            | Reino Unido | Slovenia TV                       |

### Melhor programa de artes populares
| Ano  | Programa                            | País        | Rede                              |
| ---- | ----------------------------------- | ----------- | --------------------------------- |
| 1968 | Armchair Theatre                    | Reino Unido | ITV                               |
| 1973 | La cabina                           | Espanha     | Televisión Española               |
| 1975 | The Evacuees                        | Reino Unido | BBC                               |
| 1977 | Henry Ford's America                | Canadá      | Canadian Broadcasting Corporation |
| 1979 | Rich Little's Christmas Carol       | Reino Unido | HBO                               |
| 1980 | Not the Nine O'Clock News           | Reino Unido | BBC                               |
| 1981 | Vinicius para Criança - Arca de Noé | Brasil      | Rede Globo                        |
| 1982 | Alexei Sayle's Stuff                | Reino Unido | BBC Two                           |
| 1983 | The Black Adder                     | Reino Unido | BBC One                           |
| 1984 | Fresh Fields                        | Reino Unido | ITV                               |
| 1985 | Spitting Image                      | Reino Unido | ITV                               |
| 1986 | Spitting Image                      | Reino Unido | ITV                               |
| 1988 | The New Statesman                   | Reino Unido | ITV                               |
| 1990 | Mr. Bean                            | Reino Unido | ITV                               |
| 1991 | The Curse of Mr. Bean               | Reino Unido | Thames TV                         |
| 1992 | Drop the Dead Donkey                | Reino Unido | Channel 4                         |
| 1993 | Drop the Dead Donkey                | Reino Unido | Channel 4                         |
| 1994 | Red Dwarf                           | Reino Unido | BBC Two                           |
| 1994 | Absolutely Fabulous                 | Reino Unido | BBC                               |
| 1995 | Don’t Forget Your Toothbrush        | Reino Unido | Channel 4                         |
| 1996 | Wallace e Gromit                    | Reino Unido | BBC                               |
| 1997 | Liberg zappt                        | Holanda     | Ivo Niehe Productions             |
| 1998 | The Vicar of Dibley                 | Reino Unido | BBC                               |
| 1999 | Smack the Pony                      | Reino Unido | Channel 4                         |
| 2000 | Smack the Pony                      | Reino Unido | Channel 4                         |
| 2001 | So Graham Norton                    | Reino Unido | BBC                               |

### Melhor programa infantojuvenil
| Ano  | Programa                                       | País        | Rede                                |
| ---- | ---------------------------------------------- | ----------- | ----------------------------------- |
| 1983 | Fraggle Rock, a Rocha Encantada                | Canada      | Canadian Broadcasting Corporation   |
| 1984 | O Vento nos Salgueiros                         | Reino Unido | Thames TV                           |
| 1985 | Super Gran                                     | Reino Unido | ITV Tyne Tees                       |
| 1986 | The Kids of Degrassi Street: Griff Gets a Hand | Canada      | Canadian Broadcasting Corporation   |
| 1987 | Degrassi High: It's Late                       | Canada      | Canadian Broadcasting Corporation   |
| 1988 | Captain Johnno                                 | Austrália   | Australian Children's TV Foundation |
| 1989 | My Secret Identity                             | Canada      | CTV Television Network              |
| 1990 | Living With Dinosaurs                          | Reino Unido | Channel 4                           |
| 1991 | The Fool of the World and the Flying Ship      | Reino Unido | Cosgrove Hall Productions           |
| 1992 | Beat That: Hairdressing                        | Reino Unido | Channel 4                           |
| 1992 | Sorrow: The Nazi Legacy                        | Suécia      | Filmpoint Stockholm                 |
| 1993 | The Penknife                                   | Holanda     | AVRO/BOS BROS Film/TV Production    |
| 1994 | Insektors                                      | França      | Canal+ / France 3                   |
| 1995 | Wise Up - Copilação                            | Reino Unido | BBC                                 |
| 1996 | Newsround Extra: War Child                     | Reino Unido | Channel 4                           |
| 1997 | Wise Up                                        | Reino Unido | Channel 4                           |
| 1998 | Blabbermouth and Sticky Beak                   | Reino Unido | Channel 4                           |
| 1999 | Tell Us About Your Life - Battlefield Doctor   | Japão       | NHK                                 |
| 2000 | The Magician's House                           | Reino Unido | BBC Wales                           |
| 2001 | Street Cents                                   | Canada      | Canadian Broadcasting Corporation   |
| 2002 | Stig of the Dump                               | Reino Unido | BBC One                             |
| 2003 | Legend of the Lost Tribe                       | Reino Unido | BBC Bristol                         |
| 2004 | The Illustrated Mum                            | Reino Unido | Channel 4                           |
| 2005 | Dark Oracle                                    | Canada      | Shaftesbury Films                   |
| 2006 | Sugar Rush                                     | Reino Unido | Channel 4                           |
| 2007 | The Magic Tree                                 | Polônia     | TVP SA                              |
| 2008 | Shaun the Sheep                                | Reino Unido | BBC                                 |
| 2009 | Dustbin Baby                                   | Reino Unido | Kindle Entertainment                |
| 2010 | Shaun the Sheep                                | Reino Unido | BBC                                 |
| 2011 | ¿CON QUÉ SUEÑAS?                               | Chile       | Televisión Nacional de Chile        |

### Melhor série pré-escolar para crianças
| Ano  | Série                          | País        | Rede                                    |
| ---- | ------------------------------ | ----------- | --------------------------------------- |
| 2013 | El jardín de Clarilú           | Argentina   | Disney Latino                           |
| 2014 | Ben and Holly's Little Kingdom | Reino Unido | Nickelodeon                             |
| 2015 | Mike, o Cavaleiro              | Reino Unido | Treehouse TV/CBeebies                   |
| 2016 | Bing                           | Reino Unido | Acamar Films Production/Brown Bag Films |
| 2017 | La cabane à histoires          | França      | Dandelooo/Caribara Production           |
| 2018 | Hey Duggee                     | Reino Unido | Studio AKA                              |
| 2019 | Bluey                          | Austrália   | Ludo Studios                            |

### Melhor série para crianças
| Ano  | Programa                   | País          | Rede                                  |
| ---- | -------------------------- | ------------- | ------------------------------------- |
| 2013 | Junior High School Diaries | Japão         | NHK                                   |
| 2014 | Pedro & Bianca             | Brasil        | TV Cultura                            |
| 2015 | Polseres vermelles         | Espanha       | TV3                                   |
| 2016 | Nowhere Boys               | Austrália     | Matchbox Pictures                     |
| 2017 | Club der roten Bänder      | Alemanha      | Bantry Bay Productions/VOX Television |
| 2018 | Malhação: Viva a Diferença | Brasil        | Rede Globo                            |
| 2019 | De Regels van Floor        | Países Baixos | NL Film/VPRO Television               |

### Melhor programa de entretenimento sem roteiro para crianças
| Ano  | Série              | País        | Rede                          |
| ---- | ------------------ | ----------- | ----------------------------- |
| 2013 | Energy Survival    | Noruega     | NRK                           |
| 2014 | Pet School         | Reino Unido | BBC                           |
| 2015 | Wild Kids          | Suécia      | Sveriges Television           |
| 2016 | All-Round Champion | Noruega     | NRK                           |
| 2017 | Snapshots          | Canadá      | FORTE Entertainment           |
| 2018 | Fixa Bröllopet     | Suécia      | Fremantlemedia Sverige AB/SVT |
| 2019 | Nachtraven         | Bélgica     | De Mensen/Ketnet (VRT)        |

### Melhor telefilme ou minissérie para crianças
| Ano  | Telefilme ou Minissérie             | País          | Rede                                                                    |
| ---- | ----------------------------------- | ------------- | ----------------------------------------------------------------------- |
| 2013 | Lost Christmas                      | Reino Unido   | BBC One                                                                 |
| 2014 | The Phantoms                        | Canadá        | CBC Television                                                          |
| 2015 | Anything Goes                       | Países Baixos | VPRO                                                                    |
| 2016 | Rhubarb                             | Países Baixos | NL Film & TV/KRO-NCRV                                                   |
| 2017 | Hank Zipzer's Christmas Catastrophe | Reino Unido   | Kindle Entertainmen/DHX Media/Walker Productions/Yorkshire Content Fund |
| 2018 | Ratburger                           | Reino Unido   | King Bert Productions                                                   |
| 2019 | Jacqueline Wilson’s Katy            | Reino Unido   | BBC Children’s In-House Productions/CBBC                                |

### Melhor programa digital para crianças
| Ano  | Vencedor                   | País          | Emissora                                                        |
| ---- | -------------------------- | ------------- | --------------------------------------------------------------- |
| 2009 | Battlefront                | Reino Unido   | Channel 4                                                       |
| 2010 | Reservoir Hill             | Nova Zelândia | KHF Media/Television New Zealand/New Zealand On Air             |
| 2011 | BATTLEFRONT II             | Reino Unido   | Channel 4                                                       |
| 2012 | SHUJAAZ.FM                 | Quénia        | Well Told Story                                                 |
| 2013 | dirtgirlworld...dig it all | Austrália     | Me Me Me Productions/dirtgirlworld productions/Screen Australia |
| 2014 | Shujaaz.FM                 | Quénia        | Well Told Story                                                 |
| 2015 | Reverse the Odds           | Reino Unido   | Maverick Television/Chunk/Channel 4/Cancer Research UK          |

### Melhor programa factual e/ou entretenimento para crianças
| Ano  | Série                     | País        | Rede                     |
| ---- | ------------------------- | ----------- | ------------------------ |
| 2013 | My Autism and Me          | Reino Unido | BBC                      |
| 2014 | Same But Different        | Reino Unido | BBC                      |
| 2015 | ¿Con que sueñas?          | Chile       | TVN                      |
| 2016 | My Life: I am Leo         | Reino Unido | CBBC                     |
| 2017 | Berlin und wir!           | Alemanha    | Imago TV/ZDF             |
| 2018 | My Life: Born To Vlog     | Reino Unido | Blakeway North           |
| 2019 | Nosso Sangue, Nosso Corpo | Brasil      | Fox Lab Brazil/Your Mama |

### Melhor programa digital de ficção
| Ano  | Vencedor                              | País        | Emissora                                                                  |
| ---- | ------------------------------------- | ----------- | ------------------------------------------------------------------------- |
| 2009 | Scorched                              | Austrália   | Firelight Productions/Goalpost Pictures/Essential Media and Entertainment |
| 2010 | Primeval Evolved                      | Reino Unido | ITV1/itv.com/Hoodlum/Impossible Pictures                                  |
| 2011 | Shankaboot                            | Líbano      | Batoota Films                                                             |
| 2012 | Endgame Interactive: Facebook Episode | Canadá      | Secret Location                                                           |
| 2013 | GUIDESTONES                           | Canadá      | CTV Television Network                                                    |
| 2014 | #7DaysLater                           | Austrália   | ABC                                                                       |
| 2015 | Dina Foxx - Tödlicher Kontakt         | Alemanha    | ZDF/UFA/Exozet                                                            |

### Melhor programa digital de não-ficção
| Ano  | Vencedor                 | País          | Emissora                              |
| ---- | ------------------------ | ------------- | ------------------------------------- |
| 2009 | Britain From Above       | Reino Unido   | BBC/Lion                              |
| 2010 | Digital Revolution       | Reino Unido   | BBC/The Open University               |
| 2011 | HIGHRISE: Out My Window  | Canadá        | Highrise                              |
| 2012 | Live from the Clinic     | Reino Unido   | Channel 4                             |
| 2013 | Entertainment Experience | Países Baixos | FCCE/Ziggo                            |
| 2014 | D-Day As It Happens      | Reino Unido   | Channel 4                             |
| 2015 | Last Hijack Interactive  | Alemanha      | Submarine Channel/Razor Film/ZDF/IKON |

### Melhor canal interativo
| Ano  | Canal           | País        |
| ---- | --------------- | ----------- |
| 2006 | Scamp           | Reino Unido |
| 2007 | BITE Television | Canadá      |
| 2008 | WeDigTV         | Reino Unido |

### Melhor programa interativo
| Ano  | Programa interativo             | País      | Rede                            |
| ---- | ------------------------------- | --------- | ------------------------------- |
| 2006 | Cult                            | França    | France 5                        |
| 2007 | Zimmer Twins                    | Canadá    | Teletoon                        |
| 2007 | ReGenesis Extended Reality Game | Canadá    | The Movie Network/Movie Central |
| 2008 | Staraoke                        | Finlândia | MTV3 /Cartoon Network           |

### Melhor serviço de TV interativo
| Ano  | Programa               | País          | Rede                |
| ---- | ---------------------- | ------------- | ------------------- |
| 2006 | Hello D                | Coreia do Sul | CJ CableNet         |
| 2007 | BBCi                   | Reino Unido   | BBC                 |
| 2008 | The Truth About Marika | Suécia        | Sveriges Television |